# Брен (Тарн)
Брен (фр. Brens) насеље је и општина у јужној Француској у региону Миди Пирене, у департману Тарн која припада префектури Алби.
По подацима из 2011. године у општини је живело 2.201 становника, а густина насељености је износила 96,58 становника/km². Општина се простире на површини од 22,79 km². Налази се на средњој надморској висини од 128 метара (максималној 196 m, а минималној 103 m).

## Демографија
| 1962. | 1968. | 1975. | 1982. | 1990. | 1999. | 2011. |
| ----- | ----- | ----- | ----- | ----- | ----- | ----- |
| 1.087 | 1.274 | 1.417 | 1.394 | 1.364 | 1.598 | 2.201 |

График промене броја становника у току последњих година